# Tone Jerovšek
Tone (Anton) Jerovšek, slovenski pravnik, sodnik in politik, * 24. december 1941.
Leta 2000 je bil minister brez resorja, pristojen za področje zakonodaje.
Bil je ustavni sodnik RS.